# Ulysses (amerykański zespół muzyczny)
Ulysses – amerykański zespół z kręgu indie rocka, założony w 2003 r. przez Roberta Schneidera (wokalistę The Apples in Stereo), Johna Fergusona i Bena Fultona. W tym samym roku dołączył Robert Beatty (członek grupy Hair Police). Zespół zadebiutował w 2004 r. albumem 010. Płyta została wydana w wersji mono.

## Dyskografia
- 2004 010